# 奈何BOSS要娶我2
《奈何BOSS要娶我2》（英語：Well-Intended Love 2），2020年中国偶像剧。本劇不延續第一季，而是全新展開的故事劇情，與第1季是平行時空，所以第2季是全新故事。由徐开骋、王双及易柏辰领衔主演，搜狐视频、腾讯视频於2020年2月13日首播，愛奇藝台灣站於2月14日起免費跟播。

## 播出时间
| 频道                   | 所在地   | 播映日期      | 播出时间                 | 备注  |
| ---------------------- | -------- | ------------- | ------------------------ | ----- |
| 搜狐视频               | 中国大陆 | 2020年2月13日 | 每週四晚上8點            | 第2季 |
| 腾讯视频               | 中国大陆 | 2020年2月13日 | 每週四晚上8點            | 第2季 |
| WeTV                   | 台湾     | 2020年2月13日 | 每週四晚上8點            | 第2季 |
| 愛奇藝台灣站           | 台湾     | 2020年2月14日 | 每週五上午10點           | 第2季 |
| Astro双星、Astro双星HD | 马来西亚 | 2020年2月28日 | 每週一至五 20:00 - 21:00 | 第2季 |

## 劇情大綱
一個為了自己的影后夢想積極努力的新晉小花夏林（王雙飾），與掌握港東市經濟命脈的跨國集團“凌氏”總裁凌異洲（徐开骋 飾）相遇，一場輿論危機將兩人共同推至風口浪尖，無論是似曾相識的偶遇，或是被人算計的邂逅，這對歡喜冤家在狀況百出的境遇下，依舊“暴風發糖”。

## 演员列表

### 主要演员
| 演員   | 角色   | 介紹 |
| 徐开骋 | 凌异洲 | 凌氏集團總裁，港东首富，因為兩年前的暖心相遇而喜歡夏林，之後的輿論風波跟夏林簽訂訂婚契約，是個情話高手兼寵妻狂魔。                 |
| 王双   | 夏林   | 新晉主二线流量小花，因為一場輿論危機與凌異洲假戲真做，後期因傅維寧將凌異洲關進冰庫前去尋找也被關進冰庫，混亂下造成意外導致暫時失憶 |
| 易柏辰 | 楚炎   | 商界奇才，曾對夏林一往情深，堪稱暖寶寶備胎式癡情男。                                                                               |

### 其他演员
| 演员   | 角色   | 介绍 |
| 黄千硕 | 闻立   | 日常被BOSS撒狗粮的特助，喜欢贾菲。                                                                                           |
| 利晴天 | 傅维宁 | 凌异洲留学时的同窗，亦是公司的得力干将，优秀的外表下藏着对凌异洲的嫉妒和竞争之心。是一名律师。                               |
| 刘贾玺 | 贾菲   | 一开始就闹出了怀孕的乌龙搞笑事件，日常坑闺蜜的脑洞编剧。                                                                     |
| 丁宁   | 江雨施 | 夏林的经纪人。因为旧时的误会而对夏林和凌异洲展开报复。                                                                       |
| 何倩影 | 阮蒙   | 小名为小悠。小时候被诱拐一次而患有“恐男症”还会引发过敏，但接触了楚炎却没有再犯过病的破次元少女，勇敢追爱让楚炎有些招架不住。 |
| 徐沁   | 美西   | 接替甄宝惠角色的演员。 |
| 杨玉兰 | 黄嫂   | 凌异洲家里的管家。 |
| 徐玉兰 | 凌奶奶 | 凌异洲的奶奶。 |
| 杨晞   | 甄宝惠 | 跟夏林互为死对头。 |
| 吴岚   | 凌母   | 凌异洲的妈妈。因为跟凌父个性不合而离婚。                                                                                     |
| 侯培杰 | 楚父   | 楚炎的父亲。 |
| 建泽正 | 小赵   | |
| 左允   | 芋圆   | 夏林的助理。后升格为夏林的经纪人。                                                                                           |
| 石强   | 金股东 | 想夺取凌氏集团的反派之一。                                                                                                   |
| 李劲松 | 姚良   | 江雨施(江姐)的弟弟，现在在医院昏迷。                                                                                         |
| 朱忠进 | 管家   | |

## 网络剧原声带
| 曲序 | 曲目                     | 演唱                     |
| ---- | ------------------------ | ------------------------ |
| 1.   | 我還是很喜歡你（主題曲） | 夏婉安                   |
| 2.   | 深呼吸（片尾曲）         | 鄭虹                     |
| 3.   | 長時間分手（插曲）       | 鐘抒曈                   |
| 4.   | 筆記（插曲）             | 木及少年、賀子玲、李東山 |
| 5.   | 空檔（插曲）             | 彥祖                     |
| 6.   | 甜蜜發酵（插曲）         | 童可可                   |
| 7.   | 好著迷（插曲）           | 王瑞淇                   |
| 8.   | 戀愛魔法（插曲）         | 我的女孩                 |
| 9.   | 長時間分手（網路宣傳曲） | 张宇俊如                 |